# گونه‌گیر
گونه‌گیر (به لاتین: Günəhir) یک منطقهٔ مسکونی در جمهوری آذربایجان است که در شهرستان لنکران واقع شده‌است. گونه‌گیر ۸۴۵ نفر جمعیت دارد.

## ریشه واژه
نام این روستا در زبان تالشی به صورت Quynəhir به‌معنی جای مه‌آلود است. دلیل نام‌گذاری آن وجود مه غلیظ در هنگام صبح در این روستا است.